# Lola (chanson)
Pour les articles homonymes, voir Lola.
Singles de The Kinks
Victoria
(1969) Apeman
(1970)
Pistes de Lola versus Powerman and the Moneygoround, Part One
Get Back in Line Top of the Pops
Lola est une chanson écrite par Ray Davies et interprétée par le groupe de rock anglais The Kinks sur leur album Lola versus Powerman and the Moneygoround, Part One. La chanson détaille une rencontre romantique entre un jeune homme et une possible femme transgenre, qu'il rencontre dans un club à Soho, à Londres. Dans la chanson, le narrateur décrit sa confusion envers Lola, qui « marchait comme une femme mais parlait comme un homme » (« walked like a woman but talked like a man »). Bien que Ray Davies affirme que l'incident a été inspiré par une véritable rencontre vécue par le manager du groupe, des explications alternatives pour la chanson ont été données par le batteur du groupe Mick Avory. 
La chanson est sortie le 12 juin 1970 au Royaume-Uni et le 28 juin 1970 aux États-Unis. Commercialement, le single atteint le numéro deux sur le UK Singles Chart et le numéro neuf sur le Billboard Hot 100. En raison de son sujet controversé et polémique à l'époque, ainsi que de l'utilisation du nom de marque Coca-Cola, le single a fait l'objet de vives réactions et même des interdictions en Grande-Bretagne et en Australie. La version simple (mono) utilisait les mots « cherry cola » et la version album (stéréo) le nom « Coca-Cola ». Le morceau est depuis devenu l'une des chansons les plus emblématiques et populaires de The Kinks, se classant parmi les « 500 plus grandes chansons de tous les temps » selon Rolling Stone, au rang 422 en 2004 et 386 dans l'édition de 2021, ainsi qu'au numéro 473 des « 500 plus grandes chansons de tous les temps de NME ». 
Depuis sa sortie, Lola est apparue sur plusieurs albums de compilation et des albums live. En 1980, une version live de la chanson qui apparaît initialement dans l'album One for the Road est éditée comme single aux États-Unis et dans certains pays européens. Aux Pays-Bas, cette version est devenue no 1, tout comme en 1970 avec la version studio. Le personnage de Lola a également fait une apparition dans les paroles d'une autre chanson du groupe, Destroyer, en 1981. 

## Contexte
Ray Davies a affirmé que l'inspiration pour Lola lui était venue après que le manager des Kinks, Robert Wace, ait passé une nuit à Paris à danser avec un travesti. 
Le batteur Mick Avory a donné une version alternative pour les paroles de la chanson, affirmant que Lola était partiellement inspirée par la fréquentation par Avory de bars pour travestis dans l'ouest de Londres. Avory a dit :  

« Nous connaissions ce personnage appelé Michael McGrath. Il avait l'habitude de traquer le groupe, car être appelé The Kinks attirait ce genre de personnes. Il descendait au Top of the Pops, et il était publiciste pour la boutique de John Stephen à Carnaby Street. Il avait cet endroit à Earl's Court, et il m'invitait à tous ces numéros de drag queen et pubs transsexuels. C'étaient comme des clubs secrets. Et c'est là que Ray [Davies] a eu l'idée de Lola. Quand il a été invité aussi, il l'a écrit pendant que je me saoulais. »

Malgré les allégations selon lesquelles la chanson a été écrite à propos d'un rencard supposé entre Ray Davies et Candy Darling, Davies a depuis affirmé que cette rumeur était fausse, affirmant que les deux sortaient ensemble seulement pour dîner et qu'il savait de tous temps que Darling était trans. 
Dans son autobiographie, Dave Davies a déclaré que c'est lui qui a composé la musique de ce qui allait devenir Lola. Il ajoute aussi que c'est son frère Ray qui avait ajouté les paroles après l'avoir entendue. Dans une interview de 1990, Dave Davies confirme que Lola a été écrit d'une manière similaire à You Really Got Me au sens où Ray et lui-même ont travaillé ensemble sur la chanson.

## Écriture et enregistrement
La chanson Lola est écrite en avril 1970. Ray Davies explique que c'est la première chanson qu'il a composée à la suite d'une pause qu'il avait prise pour jouer dans le film The Long Distance Piano Player. Davies ajoute qu'il avait initialement eu du mal à écrire le début de la chanson, mais le reste de la chanson « est venu naturellement ».
Les premiers enregistrements de la chanson ont commencé en avril 1970, mais le bassiste du groupe, John Dalton se souvient que l'enregistrement pour Lola a pris un temps particulièrement long, s'étendant jusqu'au mois suivant. Au cours du mois d'avril, quatre à cinq versions ont été tentées, en utilisant différents accords ainsi que différents débuts et styles. En mai, des parties de piano sont ajoutées par John Gosling, le nouveau pianiste du groupe qui venait d'être auditionné. Les voix sont également ajoutées à ce moment. La chanson a ensuite été mixée au cours du mois de mai. Mick Avory garde des sessions d'enregistrement de la chanson des souvenirs positifs et affirme : « c'était amusant, car c'était le premier enregistrement du baptiste [John Gosling] avec nous ».

## Sortie de la chanson
Lola est sortie en single en 1970. Au Royaume-Uni, la face B du single est The Kinks Are the Village Green Preservation Society tandis qu'aux États-Unis c'est la chanson Mindless Child of Motherhood écrite par Dave Davies qui est utilisée comme face B.  
Pour les Kinks, la chanson devient un succès inattendu, atteignant le numéro deux en Grande-Bretagne et le numéro neuf aux États-Unis. Le single connait également du succès dans le monde entier, atteignant le sommet des classements en Irlande, en Nouvelle-Zélande et en Afrique du Sud, ainsi que le top 5 en Allemagne, en Autriche, en Belgique et en Suisse. Le succès du single a eu des répercussions importantes pour la carrière du groupe à un moment critique, leur permettant de négocier un nouveau contrat avec RCA Records et de construire leur propre studio à Londres. Dans une interview de 1970, Dave Davies a déclaré que, si Lola avait été un échec, le groupe aurait « continué à enregistrer des disques pendant encore un an environ, puis se serait séparé ».
Bien que la chanson ait été un succès majeur pour le groupe, Dave Davies n'a pas apprécié le succès de Lola, en disant : « En fait, quand 'Lola' était un hit, ça m'a fait me sentir un peu mal à l'aise. (...) Je l'ai trouvée un peu bizarre, cette période. Et puis c'est devenu de plus en plus bizarre ». Mick Avory a dit qu'il « a apprécié le succès » du groupe avec Lola et sa suite, Apeman.

## Interprétation

### Genre du personnage «Lola»
Le titre de la chanson est en lui-même une référence au brouillage des genres : « la » renvoie au féminin en français et en espagnol, alors que « Lo » est un pronom masculin en espagnol. 
Dans le premier couplet, la chanson décrit un homme qui se fait approcher par une femme, Lola, dans un club dans le quartier de Soho. Lola lui propose de danser et il lui demande son prénom. Premier indice avant-coureur : elle lui répond avec une voix « sombre » (« dark brown voice ») qu'elle s'appelle Lola. 
Dans le deuxième couplet le narrateur apparaît déconcerté voire béat devant Lola. Elle est décrite comme ayant une force importante au point de presque lui « briser les vertèbres lorsqu'elle le serre » (« when she squeezed me tight she nearly broke my spine »). Le narrateur commence à se demander pourquoi elle marche comme une femme mais parle comme un homme. 
À partir du quatrième couplet il est clair que Lola est un travesti. Les paroles suggèrent que les sexes n'ont plus d'importance : « Les filles seront des garçons et les garçons seront des filles » (« Girls will be boys, and boys will be girls »).
Dès la sortie du single, Lola a connu une controverse pour ses paroles et notamment sur l'identité du personnage éponyme. Dans un article de Record Mirror intitulé « Sex Change Record: Kink Speaks », Ray Davies a abordé, ironiquement, la question en disant : « Peu importe le sexe de Lola, je pense qu'elle va bien » Certaines stations de radio baissaient progressivement le son de la chanson (effet fade) avant d'arriver au couplet dans lequel le sexe de Lola était révélé. Le 18 novembre 1970, Lola a été interdit de diffusion par certaines stations de radio en Australie en raison de son « sujet controversé ».

### Interprétation méta-textuelle
Certains fans et des critiques de musique rappellent que l'album dans lequel est sorti Lola est Lola versus Powerman and the Moneygoroud. L'album est considéré comme une critique de l'industrie de la musique. La chanson qui précède Lola, Get Back in Line, raconte comment, pour devenir riche, il faut suivre les conseils du personnage de l'homme d'affaires et respecter les règles du système. La chanson qui suit Lola, Top of the Pops, raconte pour sa part comment le personnage de la chanson réussit en sortant une chanson pop qui lui a fait gagner beaucoup d'argent. 
Ainsi placée entre Get back in line et Top of the Pops, Lola pourrait être une allégorie de l'industrie musicale, attrayante initialement mais dissimulant ses véritables intentions. La figure du travesti servirait alors de métaphore de la dissimulation et du double visage,,,. À ce jour, cette version n'a été confirmée par aucun membre du groupe. 

### Utilisation du terme «Coca-Cola»
La chanson originale enregistrée en stéréo contenait les mots « Coca-Cola » dans les paroles, mais en raison de la politique de la BBC Radio contre le placement de produit, la BBC a refusé le morceau. Cela a obligé Ray Davies à faire un vol aller-retour de 6000 miles de New York à Londres, le 3 juin 1970, interrompant la tournée américaine du groupe, pour remplacer les mots « Coca-Cola » par le générique « cherry cola » .

## Réception et postérité
Lola a reçu des critiques positives de la part des critiques. À la sortie du single, NME  salue « une pièce engageante et pétillante avec une saveur latine gay et un refrain accrocheur »,. Écrivant une revue contemporaine dans Creem, le critique Dave Marsh l'a reconnue comme « la première ballade gay-rock significativement flagrante ». Billboard déclare à propos de la chanson au moment de sa sortie aux États-Unis : « Actuellement l'un des dix premiers gagnants des charts britanniques, ce rythme infectieux a tous les ingrédients pour remettre les Kinks dans le Hot 100 aux États-Unis ». Le magazine Rolling Stone dans un article de Paul Gambaccini, a qualifié la chanson de « brillante et fracassante », . Le critique musical Robert Christgau, malgré son opinion mitigée sur l'album Lola vs Powerman a salué le single comme « étonnant ». Ultimate Classic Rock a classé Lola comme la troisième meilleure chanson de The Kinks, affirmant que « le grand riff de guitare qui alimente la chanson est l'un des meilleurs de toute la carrière de Dave ». Paste Magazine classe pour sa part le titre comme quatrième meilleure chanson du groupe. 
La chanson était également appréciée par les membres du groupe. Mick Avory, qui estime que Lola est l'une des chansons auxquelles il est le plus fier d'avoir été associé, déclare : « J'ai toujours aimé Lola, j'ai aimé le sujet. Ca n'a aucun équivalent. Je l'ai aimé pour ça. Nous prenions toujours un chemin différent ». Dans une interview de 1983, Ray Davies a déclaré : « Je suis très content de l'avoir enregistrée et encore plus heureux de l'avoir écrite ».

## Reprises
Lola a été reprise par :
- The Raincoats sur l'album The Raincoats (1979) ;
- Heinz Rudolf Kunze en single (1984) ;
- Madness sur l'album The Dangermen Sessions Vol. 1 (2005) ;
- Robbie Williams sur la compilation Radio 1 Established 1967 (2007).

L'artiste satirique "Weird Al" Yankovic crée une parodie de la chanson intitulée Yoda, avec des paroles sur le personnage du même nom de Star Wars, sur son album de 1985 Dare to Be Stupid. 

## Musiciens pour l'enregistrement
Version studio de 1970 
- Ray Davies - chant, guitare à résonateur
- Dave Davies - guitare électrique, chœurs
- Mick Avory - batterie
- John Dalton - basse
- John Gosling - piano
- Ken Jones - maracas

Version live 1980 
- Ray Davies - chant, guitare acoustique
- Dave Davies - guitare électrique, chœurs
- Mick Avory - batterie
- Jim Rodford - basse, chœurs
- Ian Gibbons - claviers